# Parechi

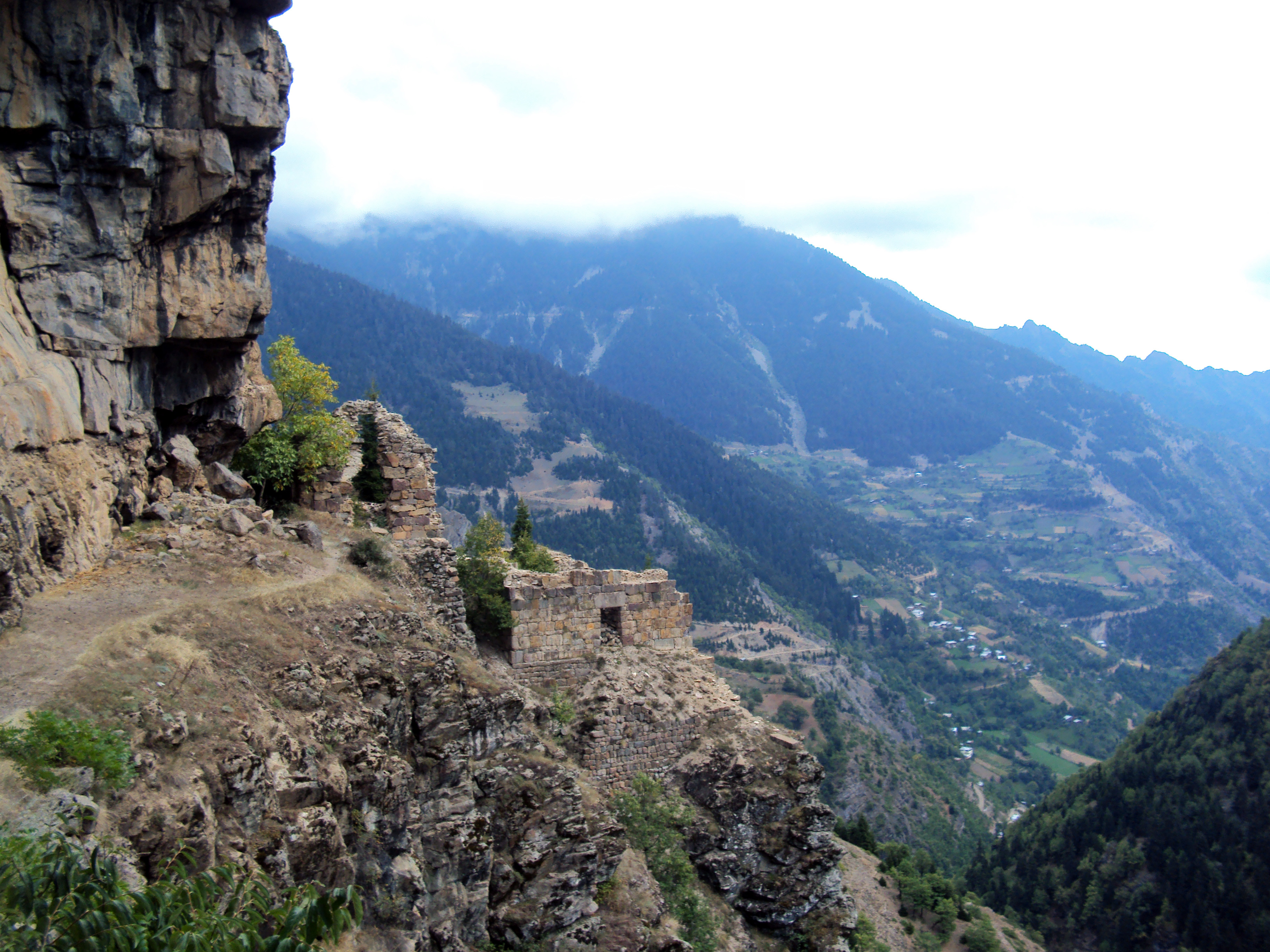
Obere und Untere Kirchen in Parechi

Parechi (georgisch პარეხი, pʼɑrɛχɪ) oder Parechta (პარეხთა, pʼɑrɛχtʰɑ) ist ein mittelalterliches orthodoxes Kloster in der historisch georgischen Provinz Tao-Klardschetien. Heute gehört dieses Gebiet zur türkischen Provinz Artvin. Das Kloster liegt etwa 15 Kilometer Luftlinie nordöstlich der Provinzhauptstadt Artvin.
Parechi ist zum Teil ein Höhlenkloster, umfasst aber auch einige aus Stein errichtete Gebäude. Das Kloster ist heute zu wesentlichen Teilen zerstört, vorhanden sind zwei Steinkirchen (eine obere und eine untere) und einige Höhlen, deren Funktionen bislang unklar sind. Das Parechi-Kloster wurde im 9. oder 10. Jahrhundert errichtet. Im Parechi-Kloster lebte der georgische Mönch Mikel von Parechi (მიქელ პარეხელი, Mikel Paracheli), dessen Leben von anderen Mönchen in Parechi beschrieben wurde. 